# Jamajka na Letnich Igrzyskach Olimpijskich 2024
Jamajka na Letnich Igrzyskach Olimpijskich 2024 – występ kadry sportowców reprezentujących Jamajkę na igrzyskach olimpijskich, które odbyły się w Paryżu we Francji, w dniach 26 lipca – 11 sierpnia 2024.
Reprezentacja Jamajki liczyła 58 zawodników – 29 kobiet i 29 mężczyzn, którzy wystąpili w 4 dyscyplinach.
Był to dziewiętnasty start Jamajki na letnich igrzyskach olimpijskich.

## Reprezentanci

### Judo
| Zawodnik        | Konkurencja | 1/16 finału      | 1/8 finału       | Ćwierćfinał      | Półfinał         | Repasaże         | Finał / 3. miejsce | Finał / 3. miejsce | Źródła |
| Zawodnik        | Konkurencja | Przeciwnik Wynik | Przeciwnik Wynik | Przeciwnik Wynik | Przeciwnik Wynik | Przeciwnik Wynik | Przeciwnik Wynik   | Pozycja            | Źródła |
| --------------- | ----------- | ---------------- | ---------------- | ---------------- | ---------------- | ---------------- | ------------------ | ------------------ | ------ |
| Ashley Mckenzie | -60 kg (m)  |                  |                  |                  |                  |                  |                    |                    |        |

### Lekkoatletyka

#### Konkurencje biegowe
| Zawodnik                                                                     | Konkurencja            | Eliminacje | Eliminacje | Repasaże | Repasaże | Półfinał | Półfinał | Finał   | Finał   | Źródło |
| Zawodnik                                                                     | Konkurencja            | Wynik      | Miejsce    | Wynik    | Miejsce  | Wynik    | Miejsce  | Wynik   | Miejsce | Źródło |
| ---------------------------------------------------------------------------- | ---------------------- | ---------- | ---------- | -------- | -------- | -------- | -------- | ------- | ------- | ------ |
| Tia Clayton                                                                  | 100 m (k)              | 11,00      | 2.         | —        | —        | 10,89    | 1.       | 11,04   | 7.      |        |
| Shelly-Ann Fraser-Pryce                                                      | 100 m (k)              | 10,92      | 2.         | —        | —        | DNS      | DNS      | NQ      | NQ      |        |
| Sashalee Forbes                                                              | 100 m (k)              | 11,19      | 2.         | —        | —        | 11,20    | 6.       | NQ      | NQ      |        |
| Niesha Burgher                                                               | 200 m (k)              | 22,54      | 2.         | —        | —        | 22,64    | 5.       | NQ      | NQ      |        |
| Shericka Jackson                                                             | 200 m (k)              | DNS        | DNS        | NQ       | NQ       | NQ       | NQ       | NQ      | NQ      |        |
| Lanae-Tava Thomas                                                            | 200 m (k)              | 22,70      | 2.         | —        | —        | 22,77    | 5.       | NQ      | NQ      |        |
| Junelle Bromfield                                                            | 400 m (k)              | 51,36      | 3.         | —        | —        | 51,93    | 9.       | NQ      | NQ      |        |
| Nickisha Pryce                                                               | 400 m (k)              | 50,02      | 1.         | —        | —        | 50,77    | 4.       | NQ      | NQ      |        |
| Stacey Ann Williams                                                          | 400 m (k)              | 50,16 ·    | 2.         | —        | —        | 50,79    | 7.       | NQ      | NQ      |        |
| Natoya Goule-Toppin                                                          | 800 m (k)              | 1:58,66    | 1.         | —        | —        | 1:59,14  | 6.       | NQ      | NQ      |        |
| Adelle Tracey                                                                | 800 m (k)              | 2:03,47 ·  | 8.         | 2:03,67  | 5.       | NQ       | NQ       | NQ      | NQ      |        |
| Janeek Brown                                                                 | 100 m przez płotki (k) | 12,84      | 3.         | —        | —        | 12,92    | 7.       | NQ      | NQ      |        |
| Ackera Nugent                                                                | 100 m przez płotki (k) | 12,65      | 1.         | —        | —        | 12,44    | 3.       | DNF     | DNF     |        |
| Danielle Williams                                                            | 100 m przez płotki (k) | 12,59      | 1.         | —        | —        | 12,82    | 6.       | NQ      | NQ      |        |
| Rushell Clayton                                                              | 400 m przez płotki (k) | 54,32      | 1.         | —        | —        | 53,00    | 1.       | 52,68   | 5.      |        |
| Janieve Russell                                                              | 400 m przez płotki (k) | 54,67      | 3.         | —        | —        | 54,65    | 4.       | NQ      | NQ      |        |
| Shiann Salmon                                                                | 400 m przez płotki (k) | 53,95      | 2.         | —        | —        | 53,13 ·  | 3.       | 53,29   | 6.      |        |
| Tia Clayton Shashalee Forbes Shelly-Ann Fraser-Pryce Shericka Jackson        | Sztafeta 4 × 100 m (k) | 42,35 ·    | 3.         | —        | —        | —        | —        | 42,29 · | 5.      |        |
| Junelle Bromfield Stephenie Ann McPherson Nickisha Pryce Stacey-Ann Williams | Sztafeta 4 × 400 m (k) | 3:42,92 ·  | 1.         | —        | —        | —        | —        | DNF     | DNF     |        |

| Zawodnik                                                     | Konkurencja            | Eliminacje | Eliminacje | Repasaże | Repasaże | Półfinał  | Półfinał | Finał   | Finał   | Źródło |
| Zawodnik                                                     | Konkurencja            | Wynik      | Miejsce    | Wynik    | Miejsce  | Wynik     | Miejsce  | Wynik   | Miejsce | Źródło |
| ------------------------------------------------------------ | ---------------------- | ---------- | ---------- | -------- | -------- | --------- | -------- | ------- | ------- | ------ |
| Ackeem Blake                                                 | 100 m (m)              | 10,06      | 2.         | —        | —        | 10,06     | 5.       | NQ      | NQ      |        |
| Oblique Seville                                              | 100 m (m)              | 9,99       | 1.         | —        | —        | 9,81 ·    | 1.       | 9,91    | 8.      |        |
| Kishane Thompson                                             | 100 m (m)              | 10,00      | 1.         | —        | —        | 9,80      | 1.       | 9,79    | srebro  |        |
| Bryan Levell                                                 | 200 m (m)              | 20,47      | 5.         | 20,47    | 2.       | 20,93     | 8.       | NQ      | NQ      |        |
| Andrew Hudson                                                | 200 m (m)              | 20,53      | 4.         | 20,55    | 2.       | NQ        | NQ       | NQ      | NQ      |        |
| Sean Bailey                                                  | 400 m (m)              | 44,68      | 5.         | DNF      | DNF      | NQ        | NQ       | NQ      | NQ      |        |
| Jevaughn Powell                                              | 400 m (m)              | 45,12      | 3.         | —        | —        | 44,91     | 4.       | NQ      | NQ      |        |
| Deandre Watkin                                               | 400 m (m)              | 45,97      | 7.         | DNS      | DNS      | NQ        | NQ       | NQ      | NQ      |        |
| Navasky Anderson                                             | 800 m (m)              | 1:46,82    | 5.         | 1:46,01  | 5.       | NQ        | NQ       | NQ      | NQ      |        |
| Orlando Bennett                                              | 110 m przez płotki (m) | 13,35      | 2.         | —        | —        | 13,09 ·   | 1.       | 13,34   | 7.      |        |
| Rasheed Broadbell                                            | 110 m przez płotki (m) | 13,42      | 2.         | —        | —        | 13,21     | 1.       | 13,09 · | brąz    |        |
| Hansle Parchment                                             | 110 m przez płotki (m) | 13,43      | 5.         | —        | —        | 13,19 · = | 3.       | 13,39   | 8.      |        |
| Roshawn Clarke                                               | 400 m przez płotki (m) | 48,17      | 1.         | —        | —        | 48,34     | 2.       | DNF     | DNF     |        |
| Jaheel Hyde                                                  | 400 m przez płotki (m) | 49,08      | 2.         | —        | —        | 50,03     | 7.       | NQ      | NQ      |        |
| Malik James-King                                             | 400 m przez płotki (m) | 48,21      | 1.         | —        | —        | 48,85     | 7.       | NQ      | NQ      |        |
| Ackeem Blake Jehlani Gordon Oblique Seville Kishane Thompson | Sztafeta 4 × 100 m (m) | 38,45 ·    | 4.         | —        | —        | —         | —        | NQ      | NQ      |        |

| Zawodnik                                                        | Konkurencja                 | Eliminacje | Eliminacje | Repasaże | Repasaże | Półfinał | Półfinał | Finał   | Finał   | Źródło |
| Zawodnik                                                        | Konkurencja                 | Wynik      | Miejsce    | Wynik    | Miejsce  | Wynik    | Miejsce  | Wynik   | Miejsce | Źródło |
| --------------------------------------------------------------- | --------------------------- | ---------- | ---------- | -------- | -------- | -------- | -------- | ------- | ------- | ------ |
| Zandrion Barnes Raheem Hayles Andrenette Knight Ashley Williams | Sztafeta mieszana 4 × 400 m | 3:11,06 ·  | 4.         | —        | —        | —        | —        | 3:11,67 | 5.      |        |

#### Konkurencje techniczne
| Zawodnik          | Konkurencja        | Kwalifikacje | Kwalifikacje | Finał | Finał   | Źródło |
| Zawodnik          | Konkurencja        | Wynik        | Miejsce      | Wynik | Miejsce | Źródło |
| ----------------- | ------------------ | ------------ | ------------ | ----- | ------- | ------ |
| Romaine Beckford  | Skok wzwyż (m)     | 2,24         | 8.           | 2,22  | 10.     |        |
| Tajay Gayle       | skok w dal(m)      |              |              |       |         |        |
| Carey McLeod      | skok w dal(m)      |              |              |       |         |        |
| Wayne Pinnock     | skok w dal(m)      |              |              |       |         |        |
| Jaydon Hibbert    | trójskok (m)       |              |              |       |         |        |
| Jordan Scott      | trójskok (m)       |              |              |       |         |        |
| Rajindra Campbell | Pchnięcie kulą (m) | 21,05        | 10.          | 22,15 | brąz    |        |
| Ralford Mullings  | rzut dyskiem (m)   | 65,18        | 7.           | 65,61 | 6.      |        |
| Traves Smikle     | rzut dyskiem (m)   | 65,91        | 5.           | 64,97 | 10.     |        |
| Rojé Stona        | rzut dyskiem (m)   | 65,32        | 6.           | 70,00 | złoto   |        |

| Zawodnik            | Konkurencja        | Kwalifikacje | Kwalifikacje | Finał | Finał   | Źródło |
| Zawodnik            | Konkurencja        | Wynik        | Miejsce      | Wynik | Miejsce | Źródło |
| ------------------- | ------------------ | ------------ | ------------ | ----- | ------- | ------ |
| Lamara Distin       | Skok wzwyż (k)     |              |              |       |         |        |
| Chanice Porter      | Skok w dal (k)     |              |              |       |         |        |
| Ackelia Smith       | Skok w dal (k)     |              |              |       |         |        |
| Shanieka Ricketts   | trójskok (k)       | 14,47        | 2.           | 14,87 | srebro  |        |
| Ackelia Smith       | trójskok (k)       | 14,09        | 10.          | 14,42 | 7.      |        |
| Kimberly Williams   | trójskok (k)       |              |              |       |         |        |
| Lloydricia Cameron  | Pchnięcie kulą (k) |              |              |       |         |        |
| Danniel Thomas-Dodd | Pchnięcie kulą (k) |              |              |       |         |        |
| Samantha Hall       | Rzut dyskiem (k)   |              |              |       |         |        |
| Nayoka Clunis       | rzut młotem (k)    |              |              |       |         |        |

### Pływanie
| Zawodnik    | Konkurencja              | Eliminacje | Eliminacje | Półfinał | Półfinał | Finał | Finał | Źródło |
| Zawodnik    | Konkurencja              | Czas       | Poz.       | Czas     | Poz.     | Czas  | Poz.  | Źródło |
| ----------- | ------------------------ | ---------- | ---------- | -------- | -------- | ----- | ----- | ------ |
| Josh Kirlew | 100 m st. motylkowym (m) | 54,66      | 36.        | NQ       | NQ       | NQ    | NQ    | [ 1 ]  |
| Sabrina Lyn | 50 m st. dowolnym (k)    | 26.08      | 29.        | NQ       | NQ       | NQ    | NQ    | [ 2 ]  |

### Skoki do wody
| Zawodnik           | Konkurencja                      | Preeliminacje | Preeliminacje | Półfinał | Półfinał | Finał  | Finał   | Źródło |
| Zawodnik           | Konkurencja                      | Punkty        | Miejsce       | Punkty   | Miejsce  | Punkty | Miejsce | Źródło |
| ------------------ | -------------------------------- | ------------- | ------------- | -------- | -------- | ------ | ------- | ------ |
| Yona Knight-Wisdom | Trampolina 3 m indywidualnie (m) | 382.90        | 14.           |          |          |        |         | [ 3 ]  |